# Лямпаконь
Лямпаконь — перевал на Главном Уральском хребте, на территории Свердловской области, Россия.

## Географическое положение
Перевал Лямпаконь (высота 1338,8 метра) Главного Уральского хребта расположен в 7 километрах к западу от горы Большая Ходовская Сопка (707 м), между долинами рек Большой Сосьвы (левого притока реки Сосьвы) и Малой Лямпы.

## Описание
На пологом северном склоне перевала имеются каменные осыпи и участки горной тундры, а на крутом южном склоне располагаются каменные россыпи и луговая растительность. Высота перевала —1001 метр, коэффициент сложности вершины – 1А.